# Cenocoelius nigrisoma
Cenocoelius nigrisoma är en stekelart som först beskrevs av Sievert Allen Rohwer 1914.  Cenocoelius nigrisoma ingår i släktet Cenocoelius och familjen bracksteklar. Inga underarter finns listade.